# NGC 1315
NGC 1315 је спирална галаксија у сазвежђу Еридан која се налази на NGC листи објеката дубоког неба.
Деклинација објекта је - 21° 22' 29" а ректасцензија 3h 23m 6,5s. Привидна величина (магнитуда) објекта NGC 1315 износи 12,6 а фотографска магнитуда 13,5. Налази се на удаљености од 17,7000 милиона парсека од Сунца. NGC 1315 је још познат и под ознакама ESO 548-3, MCG -4-9-2, NPM1G -21.0118, PGC 12671.